# Bowerston
Bowerston ist ein Village im Harrison County, Ohio, Vereinigte Staaten. Bei der Volkszählung im Jahr 2020 hatte der Ort 356 Einwohner. In Bowerston ist der Ausgangspunkt des Conotton Creek Trail, eines 18 Kilometer langen Radwanderwegs auf der Trasse einer ehemaligen Bahnstrecke im Tal des Conotton Creek.

## Geographie
Bowerstons geographische Koordinaten lauten 40° 26′ N, 81° 11′ W (40,426806, −81,187523).
Nach den Angaben des United States Census Bureaus hat der Ort eine Gesamtfläche von 1,3 km² und ist ohne nennenswerte Gewässer.

## Geschichte
Bowerston wurde zu Beginn des 19. Jahrhunderts von David und Nathaniel Bowers besiedelt. Als die beiden Brüder in die Gegend kamen, existierten zwei Mühlen am südlichen Ufer des Connoton Creek, davon war die eine eine Säge- und die andere eine Getreidemühle. 1804 begannen die Brüder mit dem Umbau der beiden Mühlen, die Siedlung mit dem Namen Bower’s Mills wurde 1816 angelegt. Sie erhielt später den Namen Bowersville und wurde schließlich Bowerston genannt, als David Bower, Henry Hoover und Nathaniel Bower den Ort am 21. August 1851 gründeten. Als Village wurde Bowerston am 2. April 1883 inkorporiert.

## Demographie
Zum Zeitpunkt des United States Census 2000 bewohnten Bowerston 414 Personen. Die Bevölkerungsdichte betrug 313,4 Personen pro km². Es gab 165 Wohneinheiten, durchschnittlich 124,9 pro km². Die Bevölkerung Bowerstons bestand zu 100 % aus Weißen, 0 % Schwarzen oder African Americans, 0 % Native Americans, 0 % Asians, 0 % Pacific Islanders, 0 % gaben an, anderen Rassen anzugehören und 0 % nannten zwei oder mehr Rassen. 0 % der Bevölkerung erklärten, Hispanos oder Latinos jeglicher Rasse zu sein.
Die Bewohner Bowerstons verteilten sich auf 145 Haushalte, von denen in 35,2 % Kinder unter 18 Jahren lebten. 53,1 % der Haushalte stellten Verheiratete, 12,4 % hatten einen weiblichen Haushaltsvorstand ohne Ehemann und 31,0 % bildeten keine Familien. 27,6 % der Haushalte bestanden aus Einzelpersonen und in 11,7 % aller Haushalte lebte jemand im Alter von 65 Jahren oder mehr alleine. Die durchschnittliche Haushaltsgröße betrug 2,50 und die durchschnittliche Familiengröße 3,06 Personen.
Die Bevölkerung verteilte sich auf 24,2 % Minderjährige, 9,2 % 18–24-Jährige, 23,9 % 25–44-Jährige, 19,8 % 45–64-Jährige und 22,9 % im Alter von 65 Jahren oder mehr. Das Durchschnittsalter betrug 39 Jahre. Auf jeweils 100 Frauen entfielen 84,8 Männer. Bei den über 18-Jährigen entfielen auf 100 Frauen 80,5 Männer.
Das mittlere Haushaltseinkommen in Bowerston betrug 35.000 US-Dollar und das mittlere Familieneinkommen erreichte die Höhe von 42.083 US-Dollar. Das Durchschnittseinkommen der Männer betrug 28.036 US-Dollar, gegenüber 16.932 US-Dollar bei den Frauen. Das Pro-Kopf-Einkommen belief sich auf 15.267 US-Dollar. 6,5 % der Bevölkerung und 1,9 % der Familien hatten ein Einkommen unterhalb der Armutsgrenze, davon waren 5,3 % der Minderjährigen und 12,2 % der Altersgruppe 65 Jahre und mehr betroffen.